# Wojciech Polak (historyk)
Wojciech Józef Polak (ur. 22 lutego 1962 w Olsztynie) – polski historyk, nauczyciel akademicki oraz polityk, profesor nauk humanistycznych, profesor zwyczajny Uniwersytetu Mikołaja Kopernika w Toruniu, od 2016 członek Kolegium Instytutu Pamięci Narodowej.

## Życiorys

### Wykształcenie i działalność naukowa
W 1976 rozpoczął naukę w II Liceum Ogólnokształcącym w Olsztynie. Po egzaminie maturalnym w 1980 zaczął studia historyczne na Uniwersytecie Mikołaja Kopernika w Toruniu. W 1985 uzyskał tytuł zawodowy magistra na podstawie pracy Sejm walny koronny w 1565 roku w Piotrkowie, pisanej pod kierunkiem profesora Janusza Małłka.
W 1985 został zatrudniony w Instytucie Historii i Archiwistyki UMK na stanowisku asystenta. Od września 1987 do maja 1988 przebywał w Sztokholmie w ramach stypendium naukowego. W 1994 na Wydziale Nauk Historycznych UMK uzyskał stopień doktora nauk humanistycznych w zakresie historii na podstawie dysertacji pt. Polityka Rzeczypospolitej wobec Moskwy w latach 1607–1613 (wydanej następnie w formie książkowej pt. O Kreml i Smoleńszczyznę. Polityka Rzeczypospolitej wobec Moskwy w latach 1607–1612), której promotorem był Janusz Małłek. W tym samym roku został zatrudniony na stanowisku adiunkta. Przebywał na stypendium im. Konstantego Jirečka oraz stypendium Karoliny Lanckorońskiej. Habilitował się w 2004 w oparciu o rozprawę zatytułowaną Czas ludzi niepokornych. Niezależny Samorządny Związek Zawodowy „Solidarność” i inne ugrupowania niezależne w Toruniu i w Regionie Toruńskim (13 XII 1981 – 4 VI 1989), również na Wydziale Nauk Historycznym Uniwersytetu Mikołaja Kopernika w Toruniu.
W latach 1996–1999 pełnił funkcję sekretarza i członka kolegium redakcyjnego półrocznika historycznego „Czasy Nowożytne”, do 2009 wchodził w skład rady redakcyjnej tego pisma. W latach 2000–2005 pracował także jako nauczyciel historii w Collegium Marianum w Pelplinie.
W 2004 został zatrudniony w Instytucie Politologii UMK. Od 2005 był kierownikiem Zakładu Systemów Politycznych w tym instytucie. W 2005 został powołany na stanowisko profesora nadzwyczajnego UMK. 31 stycznia 2008 otrzymał tytuł naukowy profesora nauk humanistycznych. W tym samym roku objął stanowisko profesora zwyczajnego, przeszedł do pracy na Wydziale Politologii i Studiów Międzynarodowych UMK. Na UMK był kierownikiem Katedry Konfliktów Politycznych oraz Katedry Bezpieczeństwa Wewnętrznego, a także dyrektorem Instytutu Nauk o Bezpieczeństwie. Twórca oraz od 2021 dyrektor Centrum Badania Historii „Solidarności” i Oporu Społecznego w PRL na Wydziale Nauk Historycznych UMK.
W 2006 rektor UMK powołał go na przewodniczącego uczelnianej Komisji do Badania Ograniczania Autonomii UMK w latach 1968–1990. W 2007 został członkiem Międzydiecezjalnej Komisji Historycznej, która utworzono dla weryfikacji informacji o współpracy lokalnego duchowieństwa ze służbami specjalnymi PRL. W 2007 objął także funkcję redaktora naczelnego serii wydawniczej „Diecezja chełmińska w czasach komunizmu – 1945–1990”. W latach 2010–2014 był kierownikiem Ośrodka Badań Historycznych (i następnie Działu Badań Historycznych) Europejskiego Centrum Solidarności w Gdańsku. Został także wykładowcą w Wyższej Szkole Kultury Społecznej i Medialnej w Toruniu.
Członek Polskiego Towarzystwa Historycznego, Polskiego Towarzystwa Nauk Politycznych i Towarzystwa Naukowego w Toruniu.

### Działalność publiczna
W 1980 został członkiem komitetu założycielskiego Niezależnego Zrzeszenia Studentów na Wydziale Humanistycznym UMK, później wchodził w skład zarządu wydziałowego i uczelnianego. Działalność podziemną w NZS prowadził także po wprowadzeniu stanu wojennego, był członkiem tajnego NZS UMK. W latach 80. współpracował ze strukturami podziemnymi „Solidarności” (m.in. przy organizacji druku i dystrybucji oraz redakcji pism drugiego obiegu). Od 1987 wraz z Romanem Bäckerem wydawał podziemne pismo publicystyczne „Chrześcijański Ruch Społeczny”. Od 1988 współpracował z reaktywującym się NZS, dołączył również do komisji uczelnianej „S”.
W 1989 wstąpił do Stronnictwa Pracy, w 1990 został jednym z założycieli Porozumienia Centrum w Toruniu. Był członkiem zarządu wojewódzkiego i rzecznikiem prasowym lokalnego PC. W 2004 dołączył do Prawa i Sprawiedliwości. W 2010 stał na czele toruńskiego społecznego komitetu poparcia Jarosława Kaczyńskiego w trakcie kampanii prezydenckiej.
W wyborach parlamentarnych w 2011 bez powodzenia kandydował z ramienia PiS do Senatu w okręgu toruńskim. W 2016 wszedł w skład Narodowej Rady Rozwoju utworzonej przez prezydenta Andrzeja Dudę. W 2023 został członkiem rady naukowej Instytutu De Republica.
W 2016 z rekomendacji senatorów PiS został wybrany w skład Kolegium IPN na siedmioletnią kadencję. W 2023 przez Sejm ponownie wybrany na członka tego gremium. Obejmował funkcję jego przewodniczącego.
Wszedł w skład komitetu wspierającego kandydaturę Karola Nawrockiego na prezydenta RP w wyborach w 2025. Należał do autorów i sygnatariuszy opublikowanego w sierpniu 2025 apelu w obronie metropolity krakowskiego Marka Jędraszewskiego. Jego twórcy zarzucili poddawanie duchownego niesprawiedliwym atakom medialnym.

## Życie prywatne
Jest żonaty z Katarzyną Polak, ma dwóch synów.

## Odznaczenia i wyróżnienia
W 2007, za wybitne zasługi w działalności na rzecz przemian demokratycznych w Polsce, został odznaczony przez prezydenta Lecha Kaczyńskiego Krzyżem Kawalerskim Orderu Odrodzenia Polski. W 2020 prezydent Andrzej Duda, za wybitne zasługi w pracy naukowo-badawczej, dydaktycznej i publicystycznej, za upowszechnianie wiedzy o najnowszej historii Polski, nadał mu Krzyż Komandorski tego orderu. W 2016 odznaczony Krzyżem Wolności i Solidarności. W 2019 otrzymał Medal Stulecia Odzyskanej Niepodległości.
Za działalność naukową i dydaktyczną otrzymał wyróżnienia rektora UMK (1994 i 2002) oraz nagrody rektora UMK II stopnia (2004 i 2008). Odznaczony odznaką „Zasłużony Działacz Kultury” (1999), wyróżniony „Złotą Karetą” przez redakcję „Nowości” (2005), Medalem „Pro Memoria” (2009), Nagrodą Marszałka Województwa Kujawsko-Pomorskiego za osiągnięcia w pracy naukowej (2010), Medalem „Za zasługi dla Miasta Torunia” na wstędze (2015), Medalem „Thorunium” (2023), Nagrodą Starosty Toruńskiego im. Adama Schedlin-Czarlińskiego (2023), Złotym Medalem „Zasłużony dla Nauki Polskiej Sapientia et Veritas” (2023) oraz Medalem „Pro Patria” (2023).
Dwukrotny laureat nagrody Feniks: w 2020 za książkę Zbrodnia i grabież. Jak Niemcy tuszują prawdę o sobie oraz w 2024 za książkę Najmłodsi bohaterowie. Historia polskich dzieci X–XXI w. Opowieści o walce i cierpieniu.

## Wybrane publikacje
- O Kreml i Smoleńszczyznę. Polityka Rzeczypospolitej wobec Moskwy w latach 1607–1612, Towarzystwo Naukowe w Toruniu, Toruń 1995, wydanie II, Oficyna Wydawnicza „Finna”, Gdańsk 2008, wydanie III, Wydawnictwo Naukowe Uniwersytetu Mikołaja Kopernika, Toruń 2014.
- Najtrudniejsze egzaminy. Niezależne Zrzeszenie Studentów Uniwersytetu Mikołaja Kopernika na tle wydarzeń w kraju i regionie (1980–1982), Wydawnictwo Naukowe Uniwersytetu Mikołaja Kopernika, Toruń 2001.
- Czas ludzi niepokornych. Niezależny Samorządny Związek Zawodowy „Solidarność” i inne ugrupowania niezależne w Toruniu i Regionie Toruńskim (13 XII 1981 – 4 VI 1989), Wydawnictwo Naukowe Uniwersytetu Mikołaja Kopernika, Toruń 2003.
- Dni protestu. Wydarzenia 1 i 3 maja 1982 r. w Toruniu, Towarzystwo Naukowe w Toruniu, Toruń 2004.
- O dobro wspólne i egzekucję praw. Sejm 1565 r. w Piotrkowie, Wydawnictwo Adam Marszałek, Toruń 2004.
- Anatomia agenta. Historia tajnego współpracownika Służby Bezpieczeństwa o pseudonimie „Karol” (1978–1983), Oficyna Wydawnicza „Finna”, Gdańsk 2005.
- Stan wojenny – pierwsze dni, Oficyna Wydawnicza „Finna”, Gdańsk 2006.
- Trudne lata przełomu. Szkice z historii najnowszej, Oficyna Wydawnicza „Finna”, Gdańsk 2006.
- Śmiech na trudne czasy. Humor i satyra niezależna w stanie wojennym i w latach następnych (13 XII 1981 – 31 XII 1989), Oficyna Wydawnicza „Finna”, Gdańsk 2007, wydanie II, Oficyna Wydawnicza „Finna”, Gdańsk 2008.
- „AS”: Ksiądz biskup Czesław Kaczmarek w Rywałdzie Królewskim (współautor z Waldemarem Rozynkowskim), Toruńskie Wydawnictwo Diecezjalne, Toruń 2008.
- Szkice z najnowszej historii Torunia, Oficyna Wydawnicza „Finna”, Gdańsk 2008.
- Z dziejów Sanktuarium Matki Bożej Rywałdzkiej (współautor z Waldemarem Rozynkowskim), Bracia Mniejsi Kapucyni, Rywałd 2009.
- Wydawnictwo Alternatywy. Z dziejów gdańskiej poligrafii podziemnej, Oficyna Wydawnicza Excalibur, Oficyna Wydawnicza „Finna”, Bydgoszcz-Gdańsk 2009.
- Sierpień nad Wisłą i Drwęcą. Strajki i protesty w Toruniu i województwie toruńskim latem 1980, Oficyna Wydawnicza „Finna”, Gdańsk 2010.
- Historia ciągle żywa. Studia i materiały, Oficyna Wydawnicza „Finna”, Toruń-Gdańsk 2011.
- Patriotyzm dnia dzisiejszego, Oficyna Wydawnicza „Finna”, Gdańsk 2012.
- Wielbiciele Panny „S”. Ruch Wolność i Pokój w Toruniu, Instytut Pomorski, Toruń 2013.
- Trzy misje. Rokowania dyplomatyczne pomiędzy Rzeczpospolitą a Moskwą w latach 1613–1615, Wydawnictwo Naukowe Uniwersytetu Mikołaja Kopernika, Toruń 2014.
- Silva Rerum. Szkice historyczne, Pracownia Poligraficzna, Toruń 2014.
- „Nigdy przed mocą nie ugniemy szyi”. Obóz internowania w Potulicach 1981–1982 (współautor z Sylwią Galij-Skarbińską), IPN, Bydgoszcz-Gdańsk-Warszawa 2015, wydanie II, IPN, Gdańsk-Warszawa 2021.
- „Solidarność”. Od komunizmu do Unii Europejskiej (współautor z Sylwią Galij-Skarbińską, Henrykiem Głębockim i Jerzym Kłosińskim), Oficyna Wydawnicza Volumen, Komisja Krajowa NSZZ „Solidarność”, Warszawa 2015.
- Historia jest zawsze ciekawa. Szkice z najnowszych dziejów regionu kujawsko-pomorskiego (współautor z Sylwią Galij-Skarbińską), Pracownia Poligraficzna, Toruń 2016.
- Swetry, sutanny i mundury. Próby oddziaływania „Solidarności” podziemnej, Kościoła katolickiego i społeczeństwa na wojsko po wprowadzeniu stanu wojennego, a także przejawy oporu wewnątrz struktur wojskowych w świetle raportów Wojskowej Służby Wewnętrznej i Głównego Zarządu Politycznego Wojska Polskiego (grudzień 1981 – grudzień 1982), Wydawnictwo Naukowe Uniwersytetu Mikołaja Kopernika, Toruń 2016.
- Solidarity. The Martial Law in Poland. First Days, Wydawnictwo Naukowe Uniwersytetu Mikołaja Kopernika, Toruń 2016.
- Opozycja demokratyczna w Toruniu i w województwie toruńskim w latach 1976–1980 (współautor z Sylwią Galij-Skarbińską, Aleksandrą Jankowską-Wojdyło i Michałem Białkowskim), Jagiellońskie Wydawnictwo Naukowe, Toruń 2017.
- Dla Niepodległej. Szkice z dziejów walki o Polskę wolną i bezpieczną, Patria Media, Gdańsk 2018.
- Zbrodnia i grabież. Jak Niemcy tuszują prawdę o sobie (współautor z Sylwią Galij-Skarbińską), Biały Kruk, Kraków 2019.
- Żółkiewski pogromca Moskwy. Biografia, Biały Kruk, Kraków 2020.
- Chluba i zguba. Antologia najnowszej publicystyki patriotycznej (współautor), Wydawnictwo Biały Kruk, Kraków 2020.
- Nikczemność i honor. Stan wojenny w stu odsłonach (współautor z Sylwią Galij-Skarbińską i Michałem Damazynem), Wydawnictwo Biały Kruk, Kraków 2021.
- Opór społeczny przeciwko komunizmowi w Toruniu w obiektywie Artura Wiśniewskiego, (współautor z Arturem Wiśniewskim i Sylwią Galij-Skarbińską), Wydawnictwo Adam Marszałek, Toruń 2021.
- Najmłodsi bohaterowie. Historia polskich dzieci X–XXI w. Opowieści o walce i cierpieniu (współautor z Sylwią Galij-Skarbińską i Michałem Damazynem), Wydawnictwo Biały Kruk, Kraków 2023.
- Tyrania postępu (współautor), Wydawnictwo Biały Kruk, Kraków 2023.
- Polska. Dwanaście wieków (współautor z Adamem Bujakiem), Wydawnictwo Biały Kruk, Kraków 2023.
- Polskość to normalność, wolność i solidarność. Szkice z historii najnowszej (współautor z Sylwią Galij-Skarbińską), Wydawnictwo Adam Marszałek, Toruń 2024.
- Blask Rzeczypospolitej. Od X do XXI wieku, Wydawnictwo Biały Kruk, Kraków 2024.
- Opresja. Ilustrowana historia PRL, Wydawnictwo Biały Kruk, Kraków 2024.
- Pierwsze królestwo. Mocarstwo Bolesława Chrobrego, Wydawnictwo Biały Kruk, Kraków 2025.
- Zamach na polskość (współautor), Wydawnictwo Biały Kruk, Kraków 2025.
- 50 pokoleń Polaków (współautor z Wojciechem Roszkowskim, Wojciechem Fałkowskim i Bronisławem Wildsteinem), Instytut Pokolenia, Warszawa 2025.